# 宇佐美まこと
宇佐美 まこと（うさみ まこと、1957年5月27日 - ）は、日本の小説家、ホラー作家、推理作家。松山市在住。

## 来歴
愛媛県松山市生まれ。松山東雲高等学校、松山商科大学（現・松山大学）人文学部卒業。

### 幼少期 - 学生時代
重信川と石手川に挟まれた田園地帯、伊予豆比古命神社の近くで育った。
小学生の時からホームズや、ルパンなどが好きだった。5年、6年生の頃は図書委員で、読書クラブに入っていた。
中学生の時『しろばんば』を読んで感動し、「私は明治時代に生まれたかった」と言って友人たちに驚かれたことがある。
大学時代は1日1冊のペースで小説を読んだ。

### 社会人になって
40代から書き始め、松山市の「坊ちゃん文学賞」などにも応募。
2006年、「るんびにの子供」でメディアファクトリーが主催する第1回『幽』怪談文学賞〈短編部門〉大賞を受賞する。子育てが一段落した50歳の時だった。

### 作家として
2007年、同作を含む短編集『るんびにの子供』がメディアファクトリー〈幽ブックス〉より刊行、小説家としてデビューする。
2017年、ミステリー小説『愚者の毒』で第70回日本推理作家協会賞〈長編および連作短編集部門〉を受賞する。同年8月7日、母校松山大学の温山会にて「第20回温山会功績表彰式」で表彰される。
2020年、『展望塔のラプンツェル』で第33回山本周五郎賞候補。

## 影響を受けた作家と作品
幻想小説や怪奇小説の世界に足を踏み入れるきっかけとなった作品として、エドガー・アラン・ポー「黒猫」を挙げている。レイ・ブラッドベリやスティーヴン・キング、トマス・H・クックの作品からも影響を受けたとしている。お気に入りの作品として、小池真理子『水無月の墓』、森見登美彦『きつねのはなし』、荻原浩『押入れのちよ』、三浦しをん『むかしのはなし』、道尾秀介『鬼の跫音』を挙げている。

## 作品の特徴・評価
川に囲まれた田園地帯で生まれ、夜は外に出るのが怖く、「エンコ（カッパ）が飛び込む」と言われてきた池があった。作品にはそんな原体験も生かされているという。
地方都市で主婦として生きてきた経験を生かした、人間の負の側面を怪談へと導く作風が特徴。市井の人々に潜む暗い情念を書くことを得意としている。いつもの風景の中に潜んでいる怪異を通じて、人の心の暗部を巧みに浮き彫りにする才能が高く評価されている。
ミステリ評論家の千街晶之は、「作風の特色は、人間心理の歪みから生じた隙に怪異が忍び寄って居場所を見つけるプロセスの丁寧な描写にある」と述べている。
『入らずの森』の文庫化に際しては、小説家の京極夏彦、文芸評論家の千街晶之や東雅夫から賞賛の言葉が寄せられた。

## 人物
本名は村上香。家族は4歳上の夫と、娘、息子が2人。
祖父や父はかなりの読書家で、実家には沢山の蔵書がある。『羊は安らかに草を食み』は、高齢の両親の介護をしているのが執筆のきっかけと述べている。
普段は作家、夫が経営する船会社代理店の経理、孫の世話等と何役もこなしている。

## 作品リスト

### 単著
- るんびにの子供（2007年6月 メディアファクトリー〈幽ブックス〉 / 2020年8月 角川ホラー文庫）
  - 収録作品：るんびにの子供 / 柘榴の家 / 手袋 / キリコ / とびだす絵本 / 狼魄（※角川ホラー文庫版のみ）
- 虹色の童話（2008年6月 MF文庫ダ・ヴィンチ / 2017年8月 角川文庫）
- 入らずの森（2009年3月 祥伝社 / 2012年3月 祥伝社文庫）
- 愚者の毒（2016年11月 祥伝社文庫）
- 角の生えた帽子（2017年9月 KADOKAWA / 2020年11月 角川ホラー文庫）
  - 収録作品：悪魔の帽子 / 赤い薊（※角川ホラー文庫版のみ） / 空の旅（※角川ホラー文庫版のみ） / 城山界隈奇譚 / 夏休みのケイカク / 花うつけ / みどりの吐息 / 犬嫌い / あなたの望み通りのものを / 縁切り（※角川ホラー文庫版のみ） / 左利きの鬼 / 湿原の女神
- 死はすぐそこの影の中（2017年10月 祥伝社文庫）
- 熟れた月（2018年2月 光文社 / 2022年1月 光文社文庫）
- 骨を弔う（2018年7月 小学館 / 2020年6月 小学館文庫）
- 少女たちは夜歩く（2018年10月 実業之日本社 / 2021年8月 実業之日本社文庫）
- 聖者が街にやって来た（2018年12月 幻冬舎 / 2020年12月 幻冬舎文庫）
- いきぢごく（2019年3月 角川春樹事務所）
  - 【改題】恋狂ひ（2021年5月 ハルキ文庫）
- 展望塔のラプンツェル（2019年9月 光文社 / 2022年11月 光文社文庫）
- 黒鳥の湖（2019年12月 祥伝社 / 2021年7月 祥伝社文庫）
- ボニン浄土（2020年6月 小学館 / 2023年7月 小学館文庫）
- 夜の声を聴く（2020年9月 朝日文庫）
- 羊は安らかに草を食み（2021年1月 祥伝社 / 2024年3月 祥伝社文庫）
- 子供は怖い夢を見る（2021年9月 KADOKAWA / 2024年9月 角川ホラー文庫）
- 月の光の届く距離（2022年1月 光文社 / 2024年11月 光文社文庫）
- 夢伝い（2022年5月 集英社 / 2025年4月 集英社文庫）
  - 収録作品：夢伝い / 水族 / エアープランツ / 沈下橋渡ろ / 愛と見分けがつかない / 卵胎生 / 湖族 / 送り遍路 / 果てなき世界の果て / 満月の街 / 母の自画像
- ドラゴンズ・タン（2022年9月 新潮社）
- 逆転のバラッド（2023年2月 講談社）
- 鳥啼き魚の目は泪（2023年7月 小学館）
- 誰かがジョーカーをひく（2023年11月 徳間書店）
- その時鐘は鳴り響く（2024年10月 東京創元社）
- 謎は花に埋もれて（2025年1月 講談社）
  - 収録作品：ガーベラの死 / 馬酔木の家 / クレイジーキルト / ミカン山の冒険 / 弦楽死重奏 / 家族写真

### アンソロジー
「」内が宇佐美まことの作品
- 怪談列島ニッポン 書き下ろし諸国奇談競作集（2009年2月 MF文庫ダ・ヴィンチ）「湿原の女神」
- 怪談実話系 書き下ろし怪談文芸競作集3（2010年2月 MF文庫ダ・ヴィンチ）「でもそこにいる」
- 怪談実話系 書き下ろし怪談文芸競作集5（2010年12月 MF文庫ダ・ヴィンチ）「花うつけ」
- 怪しき我が家 家の怪談競作集（2011年2月 MF文庫ダ・ヴィンチ）「犬嫌い」
- 怪談実話系 書き下ろし怪談文芸競作集8（2012年10月 MF文庫ダ・ヴィンチ）「城山界隈奇譚」
- 女たちの怪談百物語（2010年11月 MF文庫ダ・ヴィンチ / 2014年1月 角川ホラー文庫）「廃病院」「美容師の話」「安ホテル」「機織り」「長距離トラック」「道で拾うモノ」「裏方のおばあさん」「異界への通路」「霊の通り路」「体がずれた」
- ザ・ベストミステリーズ 2019 推理小説年鑑（2019年6月 講談社）「クレイジーキルト」
  - 【改題】2019 ザ・ベストミステリーズ（2022年4月 講談社文庫）
- 蠱惑の本 異形コレクションL（2020年12月 光文社文庫）「砂漠の龍」
- あなたの後ろにいるだれか―眠れぬ夜の八つの物語―（2021年8月 新潮文庫nex）「半身」
- 恐怖 角川ホラー文庫ベストセレクション（2021年9月 角川ホラー文庫）「夏休みのケイカク」
- 現代の小説2021 短篇ベストコレクション（2021年11月 小学館文庫）「家族写真」
- ホラー・ミステリーアンソロジー 魍魎回廊（2022年3月 朝日文庫）「水族」
- あなたの涙は蜜の味 イヤミス傑作選（2022年9月 PHP文芸文庫）「福の神」
- 超怖い物件（2022年9月 講談社文庫）「氷室」
- ヴァケーション 異形コレクションLV（2023年5月 光文社文庫）「田休み」

### 単著未収録作品
- 「半身」 - 『小説新潮』2020年8月号
- 「氷室」 - 『小説現代』2020年9月号
- 「砂漠の龍」 - 『蠱惑の本 異形コレクションL』(光文社文庫、2020年12月) 収録
- 「森の蛍」 - 『小説宝石』2022年8・9月合併号
- 「田休み」 - 『ヴァケーション 異形コレクションLV』(光文社文庫、2023年5月) 収録

### エッセイ
- 『小説すばる』2008年6月号 Oh! マイアイドル「男として生き、女として愛される」

## 映像化作品

### テレビドラマ
- 黒鳥の湖（2021年7月24日 - 8月21日、全5話、WOWOW「連続ドラマW」枠、主演：藤木直人）[26]

## YouTube
- No.208えひめ情熱人　宇佐美まこと　第１話「私が書く小説は私が読みたい小説」＃３８７[27]
- No.208えひめ情熱人　宇佐美まこと　第２話「想像力が思いやりの心を育てる」＃３８８[28]
- No.208えひめ情熱人　宇佐美まこと　第３話「極めて行けば答えは出てくる」＃３８９[29]

## ラジオ
- 明屋書店プレゼンツあなたの本棚　(南海放送、2016年12月5日[30]、2019年4月21日[31]・5月20日[32]・6月16日[33]ほか不定期出演)
- ニュースな時間　(南海放送、2019年4月17日[34]・10月30日[35]、2020年1月15日[36]・7月14日[37]・7月16日[37]・10月14日[38]、2021年2月3日[39]ほか不定期出演)